# Андерссон, Йоахим
Йоахим «Пиммен» Андерссон (швед. Joachim ”Pimmen” Andersson; род. 1973) — шведский игрок в петанк, выступающий за Coccinelle Petanque Club из Мальмё и национальную сборную страны.

## Биография
C детства играл в петанк благодаря родителям, также увлекавшимся этим видом спорта. В 16 лет впервые принял участие в первенстве Швеции.

## Достижения
Андерссон выиграл золото чемпионата Швеции в соревнованиях троек в 2003, 2006, 2010, 2013, 2017, 2018 и 2019 годах и пар — в 2002, 2007, 2008, 2015, 2016 и 2017-м. Он первым выиграл шесть золотых медалей чемпионата Швеции подряд, победив в смешанных тройных турнирах в 2014-2019 годах. Победитель международного турнира SWIO 2009 и 2010 в Хельсинборге.
На чемпионате мира 2002 года в Гренобле в составе сборной Швеции, куда также входили Хокан Берг, Бьорн Иварссон и Андерс Ларссон, вышли в четвертьфинал.